# Primera Air
Primera Air fue una aerolínea danesa con sede en Copenhague. Fue fundada en 2003 como JetX.  Originalmente fue establecida en Islandia y operaba bajo un AOC islandés. Desde 2009 es propiedad total de Primera Travel Group (que incluye Solresor, Bravo Tours, Lomamatkat, Heimsferðir y Solia). Ofrecía vuelos desde Escandinavia a más de 70 destinos en el Mediterráneo, Asia, el Caribe y el Atlántico, hasta su cese en 2018.

## Historia
La aerolínea se fundó en 2003 con el nombre de JetX en Islandia y operaba con un COA islandés. En 2008, Primera Travel Group se hizo con la propiedad de la aerolínea y cambió su nombre por el de Primera Air, al tiempo Jón Karl Ólafsson fue nombrado nuevo director general de Primera Air Scandinavia, que tiene su sede en Copenhague, Dinamarca. La empresa continuó creciendo y adquirió dos Boeing 737-800 de última generación en 2009. El éxito de Primera Travel Group en Dinamarca, Suecia e Islandia contribuyó al crecimiento y la expansión de la compañía en los años posteriores; en julio de 2014, Primera Air llevó a 155 000 pasajeros en 1006 vuelos con una ocupación media del 91 %.
En agosto de 2014, Primera Air anunció la fundación de una nueva aerolínea, Primera Air Nordic, en Letonia, que se administraría en paralelo a Primera Air Scandinavia. Al mismo tiempo, se inauguró un nuevo Centro de Control de Red en Riga para supervisar todas las cuestiones operativas de la aerolínea, especialmente destinado a asegurar la continuidad del desarrollo sostenible logrado en años anteriores y a introducirse en nuevos mercados más allá de Escandinavia. El factor clave para trasladar el centro de control fue el hecho de contar con un entorno empresarial favorable, un personal especializado y unos estándares elevados de calidad. Esta decisión se reforzó aún más con el nombramiento del director gerente, Hrafn Thorgeirsson, como nuevo director general tanto de Primera Air Scandinavia como de Primera Air Nordic.
Esta importante reestructuración y consolidación tuvo un efecto positivo en la aerolínea. En 2015, Primera Air operó ocho aviones con una facturación de 250 millones de dólares estadounidenses y obtuvo unas ganancias de más de 5,2 millones de euros en ingresos totales antes de impuestos (EBITDA). Durante los ocho primeros meses de 2016, la aerolínea obtuvo 4 millones de euros en ganancias que, según las previsiones, ascenderían a 7,6 millones para final de año.  Primera Air era esencialmente una aerolínea danesa y letona con propietarios islandeses.
En mayo de 2018 abrió una nueva base en Londres Stansted con destinos a España (Málaga y Alicante) y poco más adelante lanzó nuevas rutas hacia Nueva York, Boston, Toronto y Washington hasta su quiebra con sus  nuevos aviones Airbus 321 NEO que fueron llegando a esta nueva base progresivamente. También en agosto de 2018 abrió base en el aeropuerto de Paris CDG.
El 1 de octubre de 2018, se declara en bancarrota y cesó todas sus operaciones, dejando todas sus operativas en tierra. La aerolínea llevaba comunicando en los dos últimos años una serie de ¨sucesos desafortunados¨ que afectaban gravemente a su solvencia.

## Modelo de negocio
Originalmente Primera Air operaba vuelos chárter para importantes operadores turísticos escandinavos, pero gradualmente comenzó a vender plazas excedentes como billetes «solo vuelo» en algunos de los vuelos chárter programados en 2013. Los continuos buenos resultados permitieron a Primera Air incrementar tanto el número de rutas como la frecuencia de los vuelos, estableciendo así un modelo de negocio mixto de aerolínea chárter y regular. Actualmente, la mayoría de los vuelos de Primera Air son regulares, aunque algunos transportan pasajeros regulares y chárter, y también hay disponibles servicios de transporte aéreo exclusivamente chárter.
Primera Air también ha anunciado que aumentará la frecuencia de los vuelos a sus destinos más populares en el sur de España. La política de precios de la compañía en estas rutas le ha permitido competir con la línea aérea de bajo coste Norwegian.

## Destinos

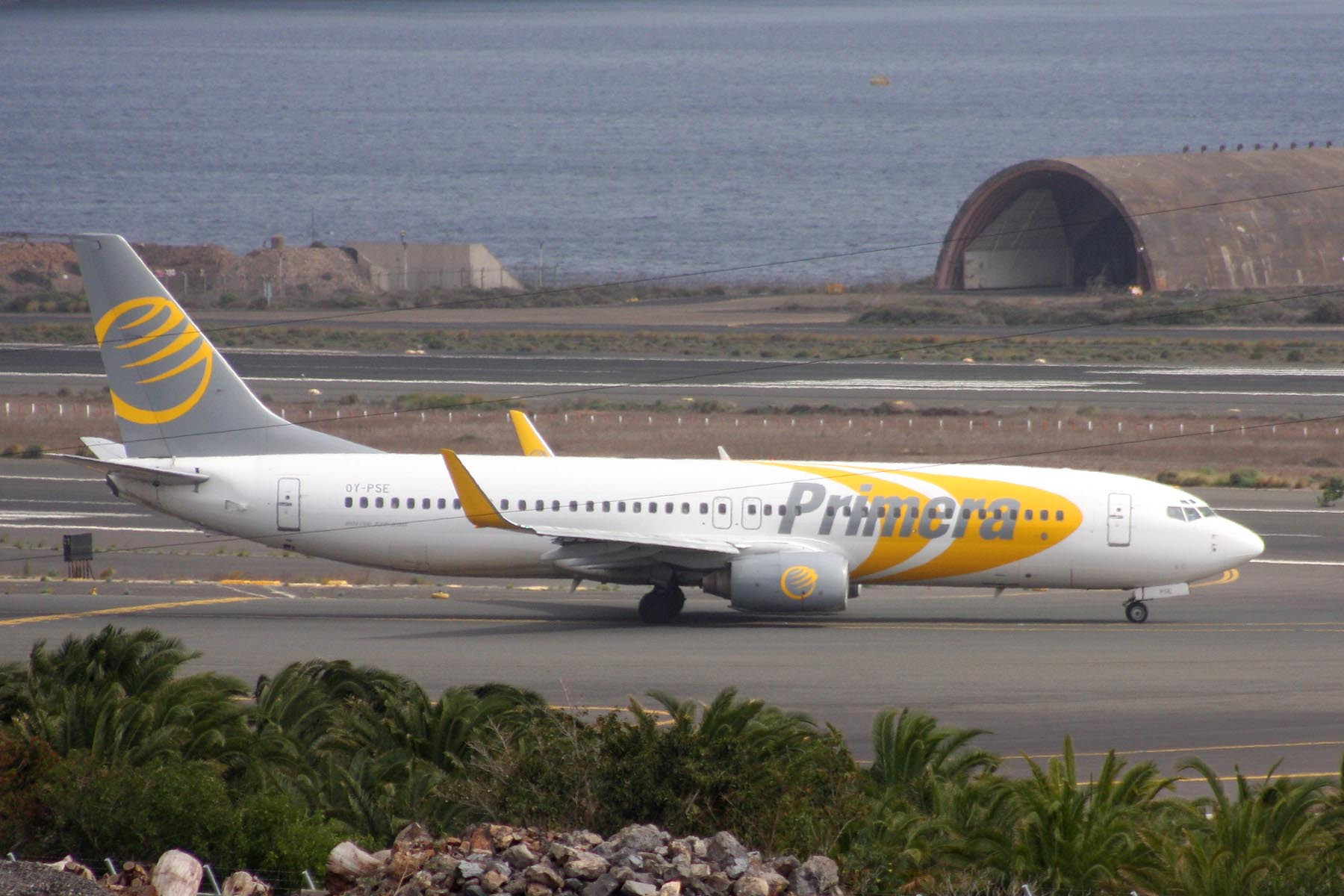
Rodaje en tierra de un Boeing 737-800 de Primera Air en el Aeropuerto de Gran Canaria

Normalmente Primera Air opera vuelos de ida y vuelta desde sus aeropuertos de Escandinavia a destinos turísticos populares de la costa mediterránea de Europa, las Islas Canarias, las Azores, Madeira, Bulgaria y Turquía, así como vuelos chárter personalizados a prácticamente cualquier destino. La aerolínea ofrece una selección de vuelos por temporada en verano e invierno.
 A finales de 2014, Primera Air comenzó a ofrecer vuelos directos a diez nuevos destinos de invierno y verano desde Islandia; en concreto, a Gran Canaria, Tenerife, Alicante, Salzburgo, Málaga, Mallorca, Barcelona, Bolonia, Creta y Bodrum. 
El 26 de octubre de 2014, Primera Air lanzó vuelos semanales desde Gotemburgo y Malmö a Dubái (Al Maktoum) y Tenerife, y desde Helsinki a Fuerteventura y Gran Canaria. El 16 de noviembre, la aerolínea puso en marcha una nueva ruta desde Keflavik a Nueva York (JFK) tras adquirir los derechos para operar en los Estados Unidos. Posteriormente ese mismo año, la aerolínea puso en marcha cuatro nuevas rutas semanales: Aalborg-Las Palmas, Copenhague-Billund-Lanzarote, Aarhus-Tenerife y Aalborg-Fuerteventura.
En 2015, Primera Air firmó acuerdos por valor de 30 millones de euros con varias de las principales agencias de viajes de Francia para operar una serie de vuelos con dos aviones desde el aeropuerto Charles de Gaulle a diversos destinos turísticos populares durante el verano.
En febrero de 2016, se añadieron los destinos en Croacia de Dubrovnik y Pula a la oferta de vuelos. 
A principios de mayo de 2016, la aerolínea comenzó a operar vuelos regulares desde Billund a Niza y Venecia.
Poco después, empezaron a ofrecerse vuelos a Antalya. Más adelante ese año, Primera Air anunció un aumento en la frecuencia de vuelos a destinos ya existentes y a los nuevos destinos de (Milán y Roma) desde Estocolmo para la temporada de verano de 2017. Para el verano de 2017, hay previstos vuelos a Kalamata, Ponta Delgada y Madeira, entre otros destinos.
El verano de 2019 Primera Air pretendía inaugurar nuevas rutas con vuelos directos a Boston, Nueva York (Newark) en Estados Unidos y Toronto en Canadá desde el Aeropuerto Madrid Barajas.
En octubre de 2018, Primera Air se declaró en quiebra, indicando en un comunicado que, "sus códigos de IATA y de aerolínea, 6F y PF, han sido suspendidos".

## Flota Histórica
La flota de Primera Air consistía en las siguientes aeronaves:

## Incidentes
- El 10 de julio de 2009, un Boeing 737-700 de Primera Air con matrícula TF-JXG, que cubría el vuelo PF-362 entre Zante (Grecia) y Dublín (Irlanda) con 153 pasajeros y 6 miembros de la tripulación, fue escoltado por dos cazas italianos hasta el Aeropuerto Fiumicino de Roma (Italia) después de que la tripulación solicitara un aterrizaje de emergencia a causa de un problema técnico. Primera Air afirmó que la tripulación había recibido un aviso que indicaba que los slats (dispositivos del borde de ataque del ala) no se encontraban en la posición correcta. El aviso indicó a la tripulación que se desviara a un aeropuerto con una pista de aterrizaje suficientemente larga para realizar un aterrizaje con los slats retraídos, de la que disponía Fiumicino. Nápoles se descartó por el terreno circundante al aeropuerto y por la longitud de la pista. La aeronave aterrizó con seguridad en la pista 16L y el estado de emergencia se canceló 19 minutos después de tocar tierra.[26]
- El 28 de febrero de 2016, un Boeing 737-800 de Primera Air en ruta desde Tenerife a Estocolmo tuvo que aterrizar de emergencia en Nantes, Francia, por un problema en un motor durante el vuelo. Según el informe de los pilotos, se escuchó un ruido inusual procedente de uno de los motores, tras lo cual el motor se incendió. Un pasajero también aseguró haber visto como uno de los motores despedía fuego. La aeronave, con 169 pasajeros a bordo, aterrizó con seguridad en el aeropuerto más cercano, el de Nantes, y todos los pasajeros y la tripulación fueron alojados en hoteles donde pernoctaron. De acuerdo con un portavoz de Primera Air, la «causa del defecto técnico está siendo investigada por nuestros expertos técnicos en colaboración con el fabricante del motor, CFM. [...] Agradecemos a nuestra tripulación la gestión tan profesional del vuelo y su excelente trabajo».[27][28]